# إرنست غلوفر
إرنست غلوفر (بالإنجليزية: Ernest Glover) (و. 1891 – 1954 م) هو منافس ألعاب قوى من المملكة المتحدة، والمملكة المتحدة لبريطانيا العظمى وأيرلندا، ولد في شفيلد، شارك في الألعاب الأولمبية الصيفية 1912، توفي في شفيلد، عن عمر يناهز 63 عاماً.

## روابط خارجية
- إرنست غلوفر على موقع أوليمبيديا (الإنجليزية)